# SDSS J090745.0+024507
SDSS J090744.99+024506.8 (SDSS 090745.0+024507) とは、スペクトル型Bの恒星である。超高速度星 (Hypervelocity star, HVS) と呼ばれる特異な天体のうち最初に発見されたもので、銀河系からの脱出速度の2倍に達する速さで移動している。

## 概要
SDSS J090744.99+024506.8 の年齢は8000万歳で、活発な星の形成が行われている銀河系中心部で誕生した金属量の多い恒星とみられている。かつては連星を構成していたが、銀河系中心のブラックホールに接近し強い重力散乱により弾き飛ばされた結果、現在のような超高速星になったという説がある。恒星は銀河系中心部から一直線に外側に飛び出すような運動をしており、その速度は銀河系の脱出速度を上回る秒速670km（光速の0.2%）に達するため、二度と銀河系に戻ってくることはできない。
この天体を発見したのは、ハーバード・スミソニアン天体物理学センターのMMT 天文台で観測を行っていたウォーレン・ブラン (Warren Brown) らのチームで、2005年のことだった。連星がブラックホールと遭遇することで超高速度星になるというメカニズムは、1988年にジャック・ヒルズ (Jack G. Hills) によって予言されていた。